# Lucretia Mott
Lucretia Mott z d. Lucretia Coffin (ur. 3 stycznia 1793 w Nantucket, zm. 11 listopada 1880 w Filadelfii) – amerykańska sufrażystka i abolicjonistka.

## Życiorys
Urodziła się 3 stycznia 1793 roku w Nantucket, w rodzinie kwakrów. Jej rodzicami byli Thomas Coffin Jr. i Anna Folger. Uczęszczała do publicznych szkół, by zgodnie z wolą jej ojca, poznać podstawy demokracji. Gdy miała 13 lat, została wysłana do szkoły nieopodal Poughkeepsie, gdzie po ukończeniu szkoły została nauczycielką. Otrzymywała tam połowę wynagrodzenia, w stosunku do płac mężczyzn i to spowodowało zainteresowanie prawami kobiet. W 1811 roku wyszła za mąż za Jamesa Motta, który także był nauczycielem i oboje przeprowadzili się do Filadelfii. Siedem lat później zaczęła się udzielać w spotkaniach religijnych kwakrów, dzięki czemu została ministrem zgromadzenia w 1821 roku. W latach 20. XIX wieku zaczęła podróżować po kraju, wykładając religię i kwestie reform społecznych, w tym abstynencję czy zniesienie niewolnictwa.
W 1833 roku brała udział w konwencji założycielskiej Amerykańskiego Stowarzyszenia Antyniewolniczego, a następnie założyła Philadelphia Female Anti-Slavery Society, której została przewodniczącą. Jej poglądy napotkały opozycję w środowisku Religijnego Towarzystwa Przyjaciół, która usiłowała pozbawić jej funkcji duchownej i wydalić ze wspólnoty. W 1837 roku zorganizowała pierwszą konwencję antyniewolniczą amerykańskich kobiet w Filadelfii, za co rok później jej dom został zaatakowany przez tłum. Ze względu na płeć jej kandydatura na delegatkę na londyńską konwencję Światowej Konferencji Antyniewolniczej (w 1840 roku) została odrzucona.
W 1848 roku, wraz z Elizabeth Cady Stanton zwołała zjazd Kobiet w Seneca Falls. Stworzono tam „Deklarację Uczuć”, wzorowaną na Deklaracji Niepodległości, w której zawarto stwierdzenie, że „wszyscy mężczyźni i kobiety zostali stworzeni równi”. W 1850 roku opublikowała zbiór artykułów Discourse of Woman. Od tamtej pory skupiła swoją uwagę na prawach kobiet, organizując w 1866 roku American Equal Rights Association, której została przewodniczącą. Rok później, wraz z Robertem Dale’em Owenem, dołączyła do Free Religious Association. Po wojnie secesyjnej zaangażowała się w zapewnieniu praw wyborczych i edukacji dla wyzwoleńców, a także stworzyła dom dla uciekających niewolników. Zmarła 11 listopada 1880 roku w Filadelfii.